# Carlos Guillén (futbolista)
Carlos Guillén Serra (Lima, Perú, 18 de mayo de 1968) es un exfutbolista peruano que jugaba como mediocampista

## Selección nacional
Ha participado con la Selección Sub-20 en el Sudamericano de Colombia y con la selección mayor en dos amistosos, frente a los combinados nacionales de Países Bajos y China.

## Clubes
| Club                      | País | Año       |
| ------------------------- | ---- | --------- |
| Universitario de Deportes | Perú | 1985-1986 |
| Juventud La Palma         | Perú | 1987      |
| Deportivo AELU            | Perú | 1988      |
| Deportivo Municipal       | Perú | 1989-1992 |
| Deportivo Sipesa          | Perú | 1993-1994 |
| Unión Minas               | Perú | 1995      |
| Atlético Torino           | Perú | 1996-1998 |

## Palmarés

### Campeonatos nacionales
| Título                     | Club                      | País | Año  |
| -------------------------- | ------------------------- | ---- | ---- |
| Campeonato Descentralizado | Universitario de Deportes | Perú | 1985 |